# Нанга Парбат
Нанга Парбат (Урду: نانگا پربت), је планина у Пакистану, у ланцу Хималаја. Једна од укупно четрнаест планина виших од 8000 метара, и с 8126 метара надморске висине, девета највиша планина на свету. Позната је такође и као "планина убица", сматра се трећом најсмртоноснијом планином за алпинистичке успоне након Анапурне и К2. Иако се данас у односу на половину 20. века број пењачких несрећа знатно смањио, још увек се ради о изванредно тешком успону. Нанга Парбат је огроман и импресиван врх који доминира над околним крајевима.

## Опис

### Локација
Планина, чији се назив с језика Урду преводи као "Гола планина", нанга — од санскртске речи нагна (नग्न), "гол", и парбат са санскртског парбата (पर्वत), "планина, стена", налази се на крајњем западу Хималаја, као најзападнији врх изнад 8000 метара висине, јужно од реке Инд у пакистанским Северним подручјима. Око 150 километара североисточно налази се ланац Каракорум (планински венац) с другим највишим планинским врхом света К2.

### Рељеф
Нанга Парбат карактерише изузетно вертикалан рељеф у свим смеровима. Јужна страна, зид Рупал, сматра се највишом планинском литицом на свету, која се уздиже 4600 м над својим дном. На северу, нешто блажи обронку зида Ракиот успињу се 7000 м од реке Инд до врха у само 27 км водоравне удаљености, као један од 10 највећих успона уопште.
Планина је постављена дуж дугачког гребена, који чини лук с удубљењем усмереним на север. Лук
започиње на североистоку, са гребеном Чонгра, која се уздиже на Чонгра Пик и споредне врхове, централни Чонгра Пик и јужни Чонгра Пик, након чега се пружа прво усмерен југозападно, те на запад, пратећи главни врх. Гребен се даље наставља према западу, потом у смеру запад-северозапад, северно од гребена Мазено, с постепеним опадањем. Гребен Мазено сматра се најдужим гребеном на свету, те успон тим путем још није постигнут.. Од врха планине према северу раздваја се споредни гребен, који потом нагло заокреће према западу и дотиче врх Галано, одакле опада у смеру запада дуж гребена Галано. Од врха Галано одваја се споредни гребен Јалипур, који опада према северу.
Гребени издвајају три планинске зоне:
- На северозападу литица Диамир, где се налази и јужни споредни врх Норт Пик; нагло силази према леднику Диамир, који се наставља према дну долине и смеру запад-југозапад окружен гребенима Мазено и Галано. Дно литице је стеновито, док се на горњим састоји од великих леденика.[6]
- На североистоку литица Ракиот, која се веома стрмо спушта у смеру севера до леденика Ракиот, окруженог гребенима Чонгра и Јалипур. Литица Ракиот уздиже се преко 7000 метара од дна долине Инда, удаљеног само 27 км у водоравној линији.
- На југ-југозападу налази се изваредно стрма литица Рупал, која се великим и сталним нагибом спушта 4600 метара до долине у подножју, и сматра највишом планинском литицом на свету.[6]

## Успони

### Први покушаји
Покушаји освајања Нанга Парбата започели су врло рано. Већ 1895. Алберт Мумерy је предводио експедицију која је достигла 7000 м на литици Диамир, али потом је заједно с двојицом Гурка погинуо при успону на Ракиот. 1930-их нижу се немачке експедиције: Прву је 1932. предводио Вили Меркл. Следећа 1934, завршила се трагично с погибијом три алпиниста и шест Шерпа. Слична судбина пратила је и експедицију 1937, предвођену Карлом Вјеном, када лавина затрпала логор ИВ заједно с седам алпиниста и девет Шерпа. Експедицију 1938. спречило је лоше време, док је 1939. Хајнрих Харер започео почетно извиђање, али избијање Другог светског рата спречило је даљње активности, те је и сам Харер био заточен у логору у Индији.

### Прво освајање
Нанга Парбат је први освојио аустријски алпинист Херман Бул 3. јула 1953, као члан аустријско-немачке експедиције коју је предводио Карл Марија Херлигкофер, по литици Ракиот на североистоку. Успон на врх био је врло тежак: Бул је наставио сам након што су остали пењачи одустали, те је на врх стигао у 17:00 по локалном времену јер је успон био тежи и дужи од очекиванога. Силазак је био такође успорен након губитка светлости, зато је због мрака био присиљен преноћити у стојећем положају на уској избочини. Вратио се у логор идућег дана у 19:00, 40 сати након поласка. Бул је био први алпиниста који је остварио самостални успон на врх изнад 8000 метара и без кисеоника.

### Остали истакнути успони
Други успон постигла је 1962. немачка екипа у саставу Тони Кинсхофер, Сигфрид Лев и Андерл Манхардт. Тада је успон остварен по рубном делу литице Диамир, избегававши средину која је склона лавинама. Тај пут данас се сматра стандардним путем успона.. 1970. Рејнхолд и Гинтер Меснер први су освојили врх успоном преко захтевне јужне стране, али при силаску тада још неистраженом литицом Диамир, Гинтхер Меснер је погинуо под лавином. Рејнхолд Меснер на Нанга Парбат вратио се 1978, и обавио први у потпуности самостални успон на врху изнад 8000 метара. 1984, Лилијан Барард заједно са својим супругом Маурицијом Барардом, постала је прва жена на врху те планине. 2005, након једнонедељног успона, амерички алпинисти Стив Хаус и Винс Андерсон отворили су пут ка врху преко литице Рупал, дугачак 4100 метара.